# Listă de sinagogi din București
Aceasta este o listă de sinagogi din București.
| Nume                                         | Anul construirii  | Adresă                                       | Note                                                                       |  |
| -------------------------------------------- | ----------------- | -------------------------------------------- | -------------------------------------------------------------------------- |  |
| Sinagoga Avram Berl Zissu                    | 1865              | Str. Mămulari nr. 8 Intrarea Sticlari nr. 13 | demolată în anii 1980                                                      |  |
| Sinagoga Bet Hamidraș                        | sec. al XVIII-lea | Calea Moșilor                                |                                                                            |  |
| Sinagoga Cahal Cicu (Templul Mic Spaniol)    | 1846              | Str. Banu Mărăcine nr. 37                    | distrusă în timpul pogromului de la București din 1941                     |  |
| Sinagoga Cahal Grande (Templul Mare Spaniol) | 1818              | Str. Negru Vodă nr. 12                       | distrusă în timpul pogromului de la București din 1941                     |  |
| Sinagoga Craiover Ruf (Spilman)              | 1903              | Str. Măcin (Șoimului/Halfon) nr. 14          | demolată în anii 1980                                                      |  |
| Sinagoga Eșua Tova                           | 1827              | Str. Take Ionescu nr. 9                      | Cunoscută și sub numele de Sinagoga Podul Mogoșoaiei.                      |  |
| Sinagoga Fraternă (Achdeș Kodeș)             | 1884              | Str. Mămulari nr. 12                         | demolată în anii 1980                                                      |  |
| Sinagoga Malbim                              | 1864              | Str. Bravilor nr. 4                          | demolată în anii 1980                                                      |  |
| Sinagoga Mare (Poloneză)                     | 1845              | Str. Vasile Adamache nr. 11                  | Serviciu religios în fiecare sâmbătă.                                      |  |
| Sinagoga Or Chudoș (Lumina Nouă/Rusă)        | 1904              | Intrarea Sticlari nr. 15/17                  | demolată în anii 1980                                                      |  |
| Sinagoga Reșit Daath                         | 1897              | Str. Antim nr. 13                            | incendiată în timpul pogromului de la București din 1941, demolată în 1987 |  |
| Sinagoga Eizig                               | 1890              | Str. Vânători nr. 12                         |                                                                            |  |
| Templul A. E. Gaster (Austriacă)             | 1858              | Intrarea Sticlari nr. 18                     | demolată în anii 1980                                                      |  |
| Templul Coral                                | 1866              | Str. Sf. Vineri nr. 9-11                     | Serviciu religios zilnic.                                                  |  |
| Templul Credința (Hevrah Amuna)              | 1926              | Str. Vasile Toneanu nr. 48                   | Serviciu religios zilnic                                                   |  |
| Templul Unirea Sfântă (Croitorilor)          | 1836              | Str. Mămulari nr. 3                          | Serviciu religios în fiecare sâmbătă.                                      |  |